# Calcott (Kent)
Calcott – wieś w Anglii, w hrabstwie Kent. Leży 42 km na wschód od miasta Maidstone i 89 km na wschód od centrum Londynu.